# Франсуаза Жільо
Марі́ Франсуа́за Жільо́ (фр. Marie Françoise Gilot; 26 листопада 1921, Нейї-сюр-Сен, Франція — 6 червня 2023, Нью-Йорк) — французька художниця (графікеса, ілюстраторка), художня критикиня, мемуаристка, модель («муза») Пабло Пікассо. Авторка автобіографії «Моє життя з Пікассо» (1964) про події 1943—53 років та особистість Пікассо, публікації якої він активно перешкоджав.

## Біографія
Мати Мадлен Рено (1898—1985) була талановитою художницею. Батько Еміль Жільо (1889—1957) був успішним підприємцем, мав авторитарну натуру, готував дочку до юриспруденції. Однак у жорстокому протистоянні з ним Франсуаза виборола право займатися живописом. Навчалась у Національній вищій школі красних мистецтв, Кембриджському університеті, Паризькому університеті та Паризькому інституті Лондонського університету.
У 1943 році знайомиться зі старшим на 40 років Пабло Пікассо, який переживав роман з Дорою Маар. У 1948 році починає жити з Пікассо у Валлорісі на півдні Франції. Народжує Клода (*1947) і Палому (*1949, відома ювелірка). Через непросту вдачу Пікассо та його постійні зради змушена забрати дітей і переїхати у 1953 році.
У 1955 році Франсуаза Жільо пошлюбила художника Люка Симона. У 1956 році народила доньку Орелію. Розлучилась у 1962 році за взаємною згодою. У 1970 році Франсуаза Жільо одружилася з вірусологом Джонасом Солком.

## Творчість
Франсуаза Жільо починала працювати в абстракціоністській манері, що згодом набула структуралістські мотиви. Також займалась графікою, літографією й акватинтою.
У 1938 році Франсуаза Жільо відкрила у Парижі першу майстерню в будинку своєї бабусі Анни Рено. У 1943 році в окупованій нацистами французькій столиці 22-річна художниця влаштувала першу виставку своїх робіт, яку зустріли схвально.
Жільо отримувала пропозиції написати мемуари про спільне життя з Пікассо. Пікассо всіляко перешкоджав їхній публікації і програв три судових процеси поспіль. Мемуари описують не тільки творчість Пікассо, але й його складні відносини з жінками. Після виходу книги Жільо Пікассо обірвав стосунки зі своїми дітьми від Франсуази Жільо.
У 1990 році Франсуаза Жільо була нагороджена Орденом Почесного легіону.
Дочка мисткині Палома Пікассо посприяла висвітленню внеску Франсуази Жільо, який за життя залишався практично невідомим.

## Пам'ять
У кінофільмі «Прожити життя з Пікассо» (1996) роль Франсуази Жільо зіграла британська акторка Наташа Макелгон. У другому сезоні американського документального телесеріалу-антології «Геній» (2018), що розповідає про життя і творчість Пікассо, художницю зіграла французька акторка Поезі Клеманс.